# كالوم ويلكينسون
كالوم ويلكينسون (بالإنجليزية: Callum Wilkinson) هو منافس ألعاب قوى بريطاني، ولد في 14 مارس 1997.

## وصلات خارجية
- كالوم ويلكينسون على موقع الاتحاد الدولي لألعاب القوى (الإنجليزية)
- كالوم ويلكينسون على موقع الاتحاد الأوروبي لألعاب القوى (الإنجليزية)
- كالوم ويلكينسون على موقع الاتحاد البريطاني لألعاب القوى (الإنجليزية)
- كالوم ويلكينسون على موقع ThePowerOf10.info (الإنجليزية)
- كالوم ويلكينسون على موقع اللجنة الأولمبية الدولية (الإنجليزية)
- كالوم ويلكينسون على موقع أوليمبيديا (الإنجليزية)
- كالوم ويلكينسون على موقع اللجنة الأولمبية البريطانية (الإنجليزية)